# Strobilomyces strobilaceus

Strobilomyces strobilaceus ili veoma čest sinonim Strobilomyces floccopus je retka gljiva koja pripada porodici vrganja (Boletaceae), a nekada je pripadala porodici (Strobilomycetaceae). Često se nalazi na crvenim listama ugroženih vrsta u raznim zemljama.. Nativna je vrsta u Evropi i Americi. Naseljava mešovite šume i stupa u mikorizu najčešće sa bukvom ili grabom, a ponekad i sa borovima. U Srbiji ima status strogo zaštićene vrste prema pravilniku o proglašenju strogo zaštićenih i zaštićenih divljih vrsta biljaka, životinja i gljiva. Raste tokom leta i jeseni. Najčešći domaći nazivi jesu starac u šumi, crna čupavica, kuštrava vrganjica. 

## Opis plodnog tela
- Klobuk ili šešir je u prečniku 5-15 cm, u mladosti potpuno loptast, posle konveksan, zaobljen pa raširen. Suv je, beličaste boje, sa krupnim, vunastim, piramidalnim ili višeugaonim, izdignutim dlakavim krljuštima sive do sivocrne ili smeđecrne boje, tamnije od osnove klobuka, dosežu do samog ruba koji je široko nazubljen. Ivica šešira je pokrivena visećim vunastim fragmentima.
- Cevčice su duge, beličaste do sive boje, uz dršku široko prirasle do blago silazeće, mogu biti i slobodne prirasle za meso klobuka. Na dodir najpre pocrvene, a zatim crne. Pore su u mladosti bele, kasnije crne ili sivobraonkaste s tonom maslinaste boje. Oblik pora je okruglast do uglast.
- Drška je duga, do 18 cm visoka i do 3 cm široka, valjkasta, prema vrhu malo proširena, vlaknasta, puna. Siva podloga pokrivena je krupnim pahuljastim ljuspama, uzdužno vlaknasta, s prolaznom sunđerastom prstenastom zonom. Iznad zone prstena je dlakava, a ispod vlaknasta, vunasta sive do crne boje.
- Meso je mekano, sunđeraste konzistencije, beličaste boje ali na mestu povrede braonkastoroze/crvene a potom crnkasto. U dršci je trvdo-drvenasto i žilavo. Ukusa je blagog do gorkog. Miris nije izražen ili pomalo miriše na zemlju.

## Mikroskopija
Spore su veličine 8.5–14.5 × 7–11 μm. Okruglaste su do eliptične, mrežasto rebraste površine. Otisak spora je purpurnosmeđ do crnkast.

## Stanište
Pojavljuje se uglavnom pojedinačno, od jula do oktobra. Raste u listopadnim šumama posebno grabovim i kestenovim, ali može se naći i među četinarima.

## Jestivost
Smatra se jestivom gljivom dok je još mlada, ali neukusnom s obzirom da je gorka i vlaknastog mesa. 

## Galerija
- Starac u šumi

## Literatura
- Uzelac, Branislav (2009). Gljive Srbije i zapadnog Balkana. Beograd: BGV logic.
- (1997). Atlas gljiva. Zagreb: Prosvjeta.
- Flik, M. (2010). Koja je ovo gljiva? prepoznavanje, sakupljanje, upotreba. Beograd: Marso.
- Flik, M. (2017). Koja je ovo gljiva? prepoznavanje, sakupljanje, upotreba. Beograd: Edicija doo.
- I, Foht (1987).  Naši Vrganji. Nakladni zavod ZNANJE. Zagreb.
- Božac (2008). Enciklopedija gljiva. Zagreb: Školska knjiga.

## Spoljašnje veze
- http://www.indexfungorum.org
- http://bioras.petnica.rs%5B%5D
- http://www.first-nature.com